# Georges-Louis Le Sage

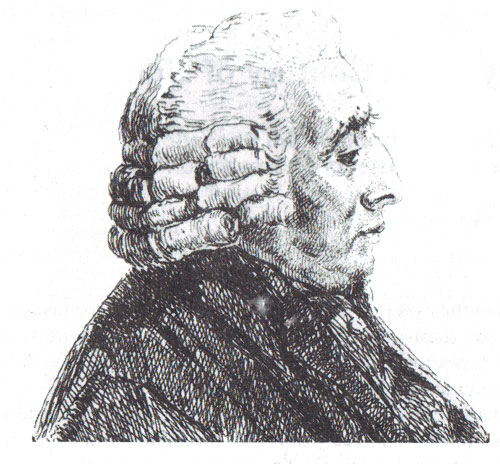
Georges-Louis Le Sage

Georges-Louis Le Sage (* 13. Juni 1724 in Genf; † 20. November 1803 ebenda) war ein Genfer Physiker und Lehrer der Mathematik. Er wurde bekannt durch die nach ihm benannte Le-Sage-Gravitation, für seine Erfindung des ersten elektrischen Telegraphen und seine Vorwegnahme der kinetischen Gastheorie.

## Leben
Le Sages Vater war Georges-Louis Le Sage aus Couches in Burgund, ein Nachfahr von Théodore Agrippa d’Aubigné und seine Mutter war Anne Marie Camp. Sein Vater, der Autor vieler wissenschaftlicher und philosophischer Arbeiten, beschäftigte seinen Sohn schon sehr früh mit diversen wissenschaftlichen Themen, zum Beispiel auch dem Werk des römischen Poeten Lukrez im Alter von 13 Jahren. Nach Le Sages Aufzeichnungen war die Erziehung seiner Eltern sehr streng, und der Sohn reagierte darauf, indem er sich isolierte und im Stillen intensiv über verschiedene Themen zu meditieren begann. Im Gegensatz zu seinem Vater, der zumindest nach Angabe des Sohnes in erster Linie nur an simplen Fakten, jedoch nicht an Verallgemeinerungen interessiert war, war der Sohn in erster Line an allgemeinen und abstrakten Prinzipien interessiert. Das wurde durch sein schwaches Gedächtnis und seine Angewohnheit zu meditieren begünstigt.
Le Sage erhielt die erste reguläre Ausbildung an der Hochschule in Genf, wo er mit Jean-André Deluc freundschaftlich verbunden war. Er studierte Mathematik unter Gabriel Cramer und Physik unter Calandrini. Später entschied er sich widerwillig in Basel Medizin zu studieren und einigen wenigen Schülern Privatunterricht in Mathematik zu geben. Hier machte er auch die Bekanntschaft mit Daniel Bernoulli, dessen Überlegungen zu kinetischen Gastheorie ihn sehr beeinflussten. Le Sage verließ Basel um in Paris sein Medizinstudium fortzusetzen und wo er sich auch seinen physikalischen Überlegungen widmete.
Als er schließlich nach Genf zurückkam, um dort als Arzt zu praktizieren, wurde ihm das verwehrt, da sein Vater nicht in Genf, sondern in Frankreich geboren war. Gegen den Willen seines Vaters verbrachte Le Sage daher sein Leben als Privatlehrer der Mathematik und vor allem suchte er nach einer mechanischen Erklärung der Gravitation. Er bewarb sich auch für einen Lehrstuhl als Professor für Mathematik in Genf, scheiterte jedoch. In Genf schloss Le Sage schließlich auch Freundschaft mit Charles Bonnet.
Obwohl Le Sage nicht sehr viel in seinem Leben veröffentlicht hat, stand er doch in einem lebhaften brieflichen Kontakt mit Personen wie Jean le Rond d’Alembert, Leonhard Euler, Paolo Frisi, Roger Joseph Boscovich, Johann Heinrich Lambert, Pierre Simon Laplace, Daniel Bernoulli, Firmin Abauzit, Lord Stanhope etc.
Als Privatlehrer für Mathematik hatte er Schüler wie La Rochefoucauld, Christoph Friedrich von Pfleiderer, den später berühmten Mathematiker Simon L’Huilier und Pierre Prevost, die von seiner Persönlichkeit tief beeindruckt waren. Er trug den Titel eines „Korrespondenten der Pariser Akademie der Wissenschaften“ und war seit 1775 Mitglied (Fellow) der Royal Society. Le Sage starb nach kurzer, schmerzhafter Krankheit in Genf.

## Persönlichkeit und Gesundheit
Le Sage beschrieb seine Art zu denken und zu arbeiten mit den Worten:

“I have been born with four dispositions well adapted for making progress in science, but with two great defects in the faculties necessary for that purpose. 1. An ardent desire to know the truth; 2. Great activity of mind; 3. An uncommon (justesse) soundness of understanding; 4. A strong desire for precision and distinctness of ideas; 5. An excessive weakness of memory; 6. A great incapacity of continued attention.”

„Ich wurde mit 4 Dispositionen geboren, welche sich gut eignen um Fortschritte in der Wissenschaft zu machen, aber auch mit 2 Defekten auf den Gebieten, welche zu diesem Zweck notwendig sind. 1. Ein glühendes Verlangen die Wahrheit zu erkennen. 2. Große Aktivität des Verstandes. 3. Eine ungewöhnliche Fertigkeit des Verstehens. 4. Ein starkes Verlangen nach Genauigkeit und Deutlichkeit von Ideen. 5. Eine außerordentliche Schwäche des Gedächtnisses. 6. Ein großes Unvermögen für fortgesetzte Aufmerksamkeit.“

Le Sage litt auch an Schlaflosigkeit und daraus resultierte oft eine völlige Arbeitsunfähigkeit für Tage. Zusätzlich hatte er 1762 einen Unfall, der ihn für den Rest seines Lebens fast blind machte. Um die Schwäche seines Gedächtnisses zu kompensieren, schrieb er seine Gedanken auf diverse Karten bzw. Zettel – über 35.000 dieser Zettel liegen noch immer in der Universitätsbibliothek von Genf.
Als Konsequenz seiner geistigen Disposition blieben viele seiner Arbeiten unvollendet, zum Beispiel sein Hauptwerk zur Gravitation; seine Abhandlung über finale Ursachen; seine Biographie von Nicolas Fatio de Duillier; die Geschichte der Gravitationstheorien. Jedoch wurden einige dieser Werke nach dem Tode Le Sages von Pierre Prevost veröffentlicht.

## Telegraphie
1774 entwickelte er eine erste Form der elektrischen Telegraphie, wobei er 24 verschiedene Drähte benutzte – einen für jeden Buchstaben der Alphabets. Dieser Telegraph verband zwei Räume miteinander.

## Kinetische Gastheorie
Le Sage war sich im Klaren über die Analogie zwischen seiner Gravitationstheorie und der Natur der Gase, und so versuchte er auch letzteres Phänomen zu erklären. Dieser Versuch wurde von Rudolf Clausius und James Clerk Maxwell gewürdigt. 1866 schrieb Maxwell über Le Sage’s Gastheorie:

“His theory of impact is faulty, but his explanation of the expansive force of gases is essentially the same as in the dynamical theory, as it now stands.”

„Seine Stoßtheorie ist fehlerhaft, aber seiner Erklärung der expansiven Kraft der Gase ist im Grunde dieselbe wie in der dynamischen Theorie, wie sie jetzt besteht.“

Le Sage hob jedoch klar hervor, dass er nicht der erste war, der einen solchen Mechanismus beschreibt, sondern zitierte auch Lucretius, Gassendi, Hermann und Daniel Bernoulli.

## Gravitation
Hauptartikel Le-Sage-Gravitation
In seiner frühen Jugend wurde Le Sage sehr stark durch die Schriften von Lukrez beeinflusst und verwendete einige dieser Idee für seine Gravitationstheorie, an welcher er bis an sein Lebensende arbeitete. Le Sage schrieb auf einer seiner Karten, dass er die Theorie bereits 1743 in ihren Grundzügen entwickelt hatte. Am 15. Januar 1747 schrieb Le Sage an seinen Vater:

“Eureka, Eureka. Never have I had so much satisfaction as at this moment, when I have just explained rigorously, by the simple law of rectilinear motion, those of universal gravitation, which decreases in the same proportion as the squares of the distance increase.”

„Eureka, Eureka. Nie hatte ich eine solche Befriedigung wie in diesem Moment, in dem ich gerade rigoros und auf das einfache Gesetz der geradlinigen Bewegung beruhend, die universelle Gravitation zurückgeführt habe, und welches im selben Verhältnis abnimmt wie das Quadrat der Entfernung zunimmt.“

Die erste Ausarbeitung der Theorie – „Essai sur l’origine des forces mortes“ – wurde von ihm 1748 an die Akademie der Wissenschaften in Paris geschickt, jedoch abgelehnt und niemals publiziert. 1756 wurden erstmals in einer Zeitschrift die Gedanken Le Sages veröffentlicht und 1758 sendet er schließlich eine ausführlichere Variante seiner Theorie unter dem Namen „Essai de Chymie Méchanique“ zu einem Preisausschreiben der Akademie der Wissenschaften. In dieser Arbeit versuchte er sowohl die Natur der Gravitation als auch die der chemischen Affinitäten zu erklären. Er gewann den Preis zusammen mit einem Mitbewerber und sicherte sich deswegen die Aufmerksamkeit prominenter Zeitgenossen wie Euler. Dieser Aufsatz wurde – deutlich erweitert – in wenigen Exemplaren 1761 gedruckt. Die Ausarbeitung der Theorie jedoch, welche einem breiteren Publikum zugänglich wurde, war der „Lucrèce Newtonien“, in welchem der Zusammenhang mit Lukrez’ Konzept vollständig entwickelt wurde. Die ausführlichste Zusammenstellung der Theorie wurde 1818 postum von Prevost veröffentlicht, aber diese Version enthält sehr wenig, was nicht schon vorher veröffentlicht wurde.

### Le Sages Vorgänger
Le Sage war nicht der Erste, der eine solche Theorie entwarf. Es waren ihm dabei Nicolas Fatio de Duillier, Gabriel Cramer und Franz Albert Redeker zuvorgekommen. Das Ausmaß des Einflusses dieser Gelehrten auf Le Sage ist nicht geklärt.

#### Fatio
Fatio, ein Freund von Isaac Newton und Christiaan Huygens, entwarf in den 1690ern eine Theorie, welche praktisch identisch mit der von Le Sage war. Fatio war eine bekannte Schweizer Persönlichkeit, und seine mechanische Erklärung der Gravitation war neben der Theorie des Zodiakallichtes seine bedeutendste Errungenschaft.
Le Sage sagte, er habe zum ersten Mal von Fatio durch seinen Vater gehört, als dieser die Prophezeiungen der Kamisarden hörte, denn Fatio war Mitglied eines extremen Flügels dieser religiösen Sekte. Le Sages Vater war bewandert in den wissenschaftlichen Gebieten, in denen Fatio arbeitete, jedoch stellte Le Sage fest, dass er ihm nie etwas über dessen Gravitationstheorie erzählt habe. (Inwiefern Le Sages pathologisch schlechtes Gedächtnis dabei eine Rolle spielte, ist unbekannt.) Jedenfalls gab Le Sage an, dass ihm Fatios Theorie erst 1749, also nach Abfassung seines eigenen ersten Manuskripts, durch seinen Lehrer Cramer bekannt gemacht worden sei.
Einige Jahre nach Fatios Tod (1753) begann Le Sage die Papiere Fatios zu erwerben, um sie – nach seiner eigenen Aussage – vor der Zerstörung zu bewahren und um eine Geschichte der Gravitationstheorien bzw. eine Biographie Fatios zu schreiben. Diese Genfer Manuskripte (in fragmentarischer Form), zu denen auch ein lateinisches Lehrgedicht im Stil des Lukrez zählt, wurden nach Le Sages Tod von Prevost in die Universitätsbibliothek von Genf gebracht und befinden sich noch immer dort.
| Vergleich von Fatios Schriften Zehe (1980), S. 285–309 Die Bopp Edition ist ein kompletter Nachdruck des einzig vollständig verbliebenen Manuskripts Fatios von 1701, welches im Besitz Jakob Bernoullis war und von Karl Bopp 1929 veröffentlicht wurde. Es enthält alle Teile der Genfer Manuskripte bzw. Fragmente und enthält auch die Probleme 2, 3, 4, also die komplexesten Teile seiner Arbeit. Die Gagnebin Edition basiert auf drei der sechs Genfer Manuskripte, welche im Besitz von Le Sage waren, und wurde von Bernard Gagnebin 1949 veröffentlicht. Sie enthält Änderungen bis 1743, also 40 Jahre nach der Verfassung des Bopp Manuskripts, jedoch enthält sie nur die Hälfte des Textes der Bopp Edition. So fehlen zum Beispiel Probleme 2, 3, 4 völlig, da Gagnebin die Manuskripte 4, 5, 6 ignorierte. | Vergleich von Fatios Schriften Zehe (1980), S. 285–309 Die Bopp Edition ist ein kompletter Nachdruck des einzig vollständig verbliebenen Manuskripts Fatios von 1701, welches im Besitz Jakob Bernoullis war und von Karl Bopp 1929 veröffentlicht wurde. Es enthält alle Teile der Genfer Manuskripte bzw. Fragmente und enthält auch die Probleme 2, 3, 4, also die komplexesten Teile seiner Arbeit. Die Gagnebin Edition basiert auf drei der sechs Genfer Manuskripte, welche im Besitz von Le Sage waren, und wurde von Bernard Gagnebin 1949 veröffentlicht. Sie enthält Änderungen bis 1743, also 40 Jahre nach der Verfassung des Bopp Manuskripts, jedoch enthält sie nur die Hälfte des Textes der Bopp Edition. So fehlen zum Beispiel Probleme 2, 3, 4 völlig, da Gagnebin die Manuskripte 4, 5, 6 ignorierte. | Vergleich von Fatios Schriften Zehe (1980), S. 285–309 Die Bopp Edition ist ein kompletter Nachdruck des einzig vollständig verbliebenen Manuskripts Fatios von 1701, welches im Besitz Jakob Bernoullis war und von Karl Bopp 1929 veröffentlicht wurde. Es enthält alle Teile der Genfer Manuskripte bzw. Fragmente und enthält auch die Probleme 2, 3, 4, also die komplexesten Teile seiner Arbeit. Die Gagnebin Edition basiert auf drei der sechs Genfer Manuskripte, welche im Besitz von Le Sage waren, und wurde von Bernard Gagnebin 1949 veröffentlicht. Sie enthält Änderungen bis 1743, also 40 Jahre nach der Verfassung des Bopp Manuskripts, jedoch enthält sie nur die Hälfte des Textes der Bopp Edition. So fehlen zum Beispiel Probleme 2, 3, 4 völlig, da Gagnebin die Manuskripte 4, 5, 6 ignorierte. | Vergleich von Fatios Schriften Zehe (1980), S. 285–309 Die Bopp Edition ist ein kompletter Nachdruck des einzig vollständig verbliebenen Manuskripts Fatios von 1701, welches im Besitz Jakob Bernoullis war und von Karl Bopp 1929 veröffentlicht wurde. Es enthält alle Teile der Genfer Manuskripte bzw. Fragmente und enthält auch die Probleme 2, 3, 4, also die komplexesten Teile seiner Arbeit. Die Gagnebin Edition basiert auf drei der sechs Genfer Manuskripte, welche im Besitz von Le Sage waren, und wurde von Bernard Gagnebin 1949 veröffentlicht. Sie enthält Änderungen bis 1743, also 40 Jahre nach der Verfassung des Bopp Manuskripts, jedoch enthält sie nur die Hälfte des Textes der Bopp Edition. So fehlen zum Beispiel Probleme 2, 3, 4 völlig, da Gagnebin die Manuskripte 4, 5, 6 ignorierte. |
| --- | --- | --- | --- |
| Genfer Manuscript bzw. Fragmente | Entsprechende Abschnitte der Gagnebin Edition | Datum der Übermittlung an Le Sage | Entsprechende Seiten der Bopp edition |
| GM1 | 34–52 | 29. März 1766 durch J. P. Mallet | S. 38–45 |
| GM2 | 1–24 | 17. Oktober 1770 durch F. Jallabert | S. 22–30 |
| GM3 | 16–35 | Unbekannt | S. 27–38 |
| GM4 | Nicht enthalten | Unbekannt | S. 50–56 (Problem 4) |
| GM5 | Nicht enhhalten, aber der erste Teil ist ähnlich wie 27–34 (Problem 1) | Unbekannt | S. 32–35 (Problem 1), 47–50 (Problem 2 & 3), 53–58 (Problem 4) |
| GM6 | Nicht enthalten, aber einige Teile sind ähnlich wie 5, 7–10, 12–16, 19–23, 27–36 | 21. Mai 1758 durch Firmin Abauzit | Teilweise S. 22–39 und 47–49 (Problem 2) |

Le Sage schrieb an Johann Heinrich Lambert 1769: „Nicolas Fatio de Duillier hat 1689 eine Theorie entworfen, welche der meinen so ähnlich ist, dass sie sich nur in der Elastizität, die er seiner heftig bewegten Materie gibt, unterscheidet.“ Hier legte er also die große Ähnlichkeit zwischen den Theorien dar, obwohl er fälschlicherweise behauptete, dass Fatio von vollständig elastischen Kollisionen ausging, was nicht der Fall war. Le Sage schrieb einen Brief an Boscovich, in dem er den Beginn des lateinischen Lehrgedichts von Fatio mitteilte und ankündigte, diese Arbeit Fatios veröffentlichen zu wollen. Boscovich riet aber von einer Veröffentlichung ab, da in lateinischer Form nicht viele etwas damit anfangen könnten.
Le Sage war besorgt darüber, dass ihm jemand vorwerfen könnte, dass er seine Idee zur Gravitation von Fatio übernommen habe. So ließ er ein „Zertifikat“ erstellen, in dem seine beiden gelehrten Freunde Christoph Friedrich von Pfleiderer und J. P. Mallet bestätigten, dass mit Ausnahme des Abauzit-Manuskripts Le Sage keine Papiere von Fatio vor 1766 gesehen hat, und in diesen Papieren sei nichts, was nicht schon von Le Sage in genauerer Form angegeben worden wäre.
In der „Physique Mecanique“ wird Fatio von Le Sage im Zusammenhang mit der Netzstruktur der Materie erwähnt, aber er behauptete hier, dass er seine Idee 1763 entwickelt hatte, also bevor er in Besitz der entsprechenden Papiere Fatios gekommen war. Eine genaue Inhaltsangabe des Manuskripts von 1758 zeigt jedoch, dass auch diese Arbeit von Fatio bereits eine genaue Darstellung der Netzstruktur enthält. Auch behaupteten Prevost und Le Sage im selben Papier weiterhin, dass Fatio elastische Kollisionen annahm und somit die Gravitation gar nicht erklärt habe. Zehe versuchte diese falsche Darstellung damit zu erklären, dass Le Sage offenbar Fatios Papiere nicht sehr genau studiert habe.
Generell behaupteten Le Sage und Prevost, dass Le Sages Theorie der von Fatio überlegen sei, aber eine genaue Analyse von Zehe zeigt, dass Fatios Theorie weiter entwickelt war.

#### Cramer, Redeker
Le Sage wurde nach seinen eigenen Worten von Abauzit 1748 über Cramers Theorie informiert, welcher Le Sages Lehrer in Genf gewesen war. Le Sage antwortete später auf zwei Arten auf Vorwürfe, dass seine Theorie der Gravitation auf dem Studium von Cramers Schriften beruht.
1. Er argumentierte, dass sein erster Essay vor dem Studium von Cramers Schrift geschrieben wurde.
2. Aber selbst wenn er etwas davon gewusst hätte, würde es nichts ausmachen, da Cramers Arbeit wissenschaftlich zu unbedeutend war. Le Sage wiederholte dann auch den Vorwurf von Fatio, dass dieser seine (Fatios) Theorie gestohlen habe.

1751 wurde Le Sage auch mit der Theorie von Redeker bekannt und er wollte Redekers Theorie (neben der von Fatio) in seiner Geschichte der Gravitationstheorien beschreiben, jedoch vollendete er sein Vorhaben nicht.

#### Zusammenfassung
Obwohl Le Sage anerkannte, dass er nicht der erste sei, der ein solches Modell entwickelt hatte, beanspruchte er doch für sich, dass er der erste gewesen sei, der sie vollständig durchdacht hatte. Zum Beispiel in „Lucrece Newtonien“ schrieb er, dass es zwar gut möglich sei, dass einige – ohne ihren Namen zu nennen – ihm zuvorgekommen sind, aber wenn es auch so ist, haben diese den Gedanken in einer vagen und fehlgeleiteten Weise dargestellt. Er stellte auch die rhetorische Frage, warum diese nicht die Konsequenzen aus ihren Annahmen gezogen haben und ihre Forschungsergebnisse nicht mitgeteilt haben. Als Antwort deutete er an, dass sie eben die Prinzipien der Theorie nicht recht verstanden hätten und auch nicht genug Liebe zur Wahrheit oder nicht genug Mut besessen hätten, ihre Ideen klar mitzuteilen.
Prevost pries seinen Freund Le Sage für dessen Erwähnung seiner Vorgänger in allen seinen Schriften. Dies was allerdings nicht immer der Fall, siehe oben. Auch Lord Kelvin und Samuel Aronson wiederholten später Prevosts positiven Kommentar über Le Sage.